# Води Марса
«Води Марса» (англ. The Waters of Mars) — третій епізод із серії спецвипусків 2008—2010 років поновленого британського науково-фантастичного телесеріалу «Доктор Хто». Перша трансляція відбулася 15 листопада 2009 року на BBC One. 19 грудня 2009 року епізод показали на каналі BBC America та він вийшов на DVD й Blu-Ray у Великій Британії 11 січня наступного року, а в США — 2 лютого.
Події розгортаються у 2059 році. Доктор (а саме його десяте втілення у виконанні Девіда Теннанта), іншопланетний авантюрист і мандрівник у часі, опиняється на першій людській колонії на Марсі. Керівником команди є капітан Аделаїда Брук (грає Ліндсі Дункан), що є важливою постаттю в історії людства, адже саме з її родини розпочинається епоха космічних подорожей. Доктор повинен вирішити як використати свої знання, аби змінити історію. За словами шоуранера серіалу Расселла Ті Девіса, епізод тісно пов'язаний з наступним двочастинним спецвипуском, але не є першою частиною трилогії.
Спецвипуск присвячений Баррі Леттсу, колишньому сценаристові й продюсерові «Доктора Хто», що загинув у 2009 році. Епізод отримав премію «Г'юго» 2010 за найкращу драматичну постановку (коротка форма).

## Сюжет
Десятий Доктор потрапляє на Марс 2059 року поблизу першої людської колонії База Бові-1. Він одягає скафандр, щоб пройти до бази, де всередині його зустрічає екіпаж на чолі з капітаном Аделаїдою Брук. Коли вони допитують його, він виявляє, що сьогоднішній день є «фіксованою точкою» у часі: база повинна вибухнути, вбивши весь екіпаж, але смерть Аделаїди надихне її внучку досліджувати зірки. Він намагається не втручатись, але Аделаїда змушує допомагати їй реагувати[незрозуміло] на пошкодження біокупола.
Двоє членів екіпажу бази, Енді Стоун і Тарак Італ, стають зомбі-подібними монстрами, безперервно генеруючи величезну кількість води. Меґґі Кейн заражається, і її ізолюють в спеціальній камері, натомість закриваючи біокупол. Після спостережень команда виявляє, що зараження спричинив розумний вірус, Потоп і тепер він прагне дістатися Землі, де повно води. Доктор підозрює, що Потоп був захований крижаними воїнами у льодовику, над яким і розташована база. Пошкоджений фільтр спричинив проникнення вірусу у систему водопостачання. Аделаїда наказує запускати ракету додому, одночасно встановлюючи базу на самознищення. Перед покиданням бази Доктор змушений пояснити капітанові, що він знає, що станеться, і чому не може на це повпливати.
Заражені Енді й Тарак пробираються на дах центрального купола, атакуючи його величезною кількістю води. Меґґі також заражає пілота ракети, і він жертвує собою, аби знищити її. Команда опиняється в пастці, Роман і Штеффі також стають породженнями Потопу. Почувши крики допомоги, Доктор мчить назад та за допомогою робота Ґаджета і TARDIS рятує останніх вцілілих — Аделаїду, Юрія й Мію за мить до вибуху бази. Він доправляє колоністів на Землю, саме біля будинку Аделаїди.
Доктор пояснює, що спершу не хотів втручатися, адже існують певні закони часу. Проте зараз, коли ті, хто за ці закони відповідав, загинули, він вирішує, що має на це повне право. Зараз його вже ніхто й ніщо не може зупинити. Проголошуючи себе «Володарем часу Переможцем», Доктор каже, що тепер може рятувати не тільки «незначних людей», як-от Юрій чи Мія, а й настільки важливих, як Брук. Аделаїда не погоджується з ним і, зайшовши до будинку, вбиває себе. Історія залишається тією ж, з єдиною відмінністю, що капітан Брук помирає не на Марсі, а на Землі, натомість Мія й Юрій розповідають світові справжню причину вибуху бази. На вулиці з'являється Уд Сигма. Доктор сприймає це як повідомлення і запитує, чи настав час його смерті. Сигма не відповідає й зникає. Доктор повертається до TARDIS і відмовляється стикатися зі смертю.

## Виробництво
«Води Марса» спочатку планувався у якості різдвяного спецвипуску з назвою «Червоне Різдво».
Фільмування спецвипуску розпочалося 23 лютого 2009 року. Наприкінці лютого Девід Теннант, Ліндсі Дункан та інші актори були помічені на Вікторія Плейс, Ньюпорт. Знімання відбувалося на міській вулиці, яку знімальна група покрила штучним снігом. Роль тепличних куполів відіграли локації Національного ботанічного саду Уельсу, що в області Кармартеншир. Епізод представляє невеликого робота Ґаджет й Уд Сигма. Робот був використаний у промо-кампанії, зокрема на постері.
Продюсер Ніккі Вілсон описала Аделаїду Брук у виконанні Ліндсі Дункан як «найрозумнішу та найсильнішу супутницю Доктора серед усіх». Девід Теннант сказав: «Вона насправді не така супутниця, як інші. Вона не та людина, яку можна уявити, подорожуючи з Доктором, верхом з ним на коні на заході сонця… вона ніби альфа-самець у кімнаті. Тому Доктор повинен навчитися займати дещо іншу роль, коли він поруч з нею».

### Рекламна кампанія
30-секундний тизер-трейлер епізоду був продемонстрований одразу після трансляції «Планети мертвих». 9 липня 2009 року короткий ролик був доступний онлайн. 28 липня на San Diego Comic-Con 2009 показали дещо довший трейлер, що пізніше опублікували на вебсайті BBC. 8 листопада 2009 року короткий трейлер також транслювали на телеканалі BBC One.

## Трансляція епізоду та відгуки
«Води Марса» вперше вийшли в ефір 15 листопада 2009 року на британському телебаченні та 19 грудня у США. Випуск на DVD й Blu-Ray відбувся 11 січня 2010 року у Великій Британії та 2 лютого в Сполучених Штатах.
Протягом усієї ночі епізод переглянули 9,1 мільйонів людей. Індекс оцінки спецвипуску складає 88 балів, що означає «відмінно». Точніша і більш консолідована статистика BARB стверджує, що офіційні рейтинги на прем'єрі у Великій Британії становили 10,32 мільйонів глядачів, а «Води Марса» була п'ятою за популярністю програмою тижня.
Епізод також отримав відносно великий показник публіки на території США, привернувши увагу 1,1 мільйона глядачів. Тоді це був найвищий рейтинг за весь час існування BBC America. Пізніше цей рекорд побили перші серії п'ятого та шостого сезонів «Доктора Хто».
Загалом епізод отримав позитивні відгуки. Сем Волластон з видання The Guardian похвалив серію за те, що вона демонструє «бік Доктора, який ми не бачили раніше — нерішучий, розгублений, часом просто неправильний» і Девіда Теннанта, що додав «гуманності й гумору частині». Єдине він критикував «дратівливого маленького робота, Ґаджета». Хоча Роберт Колвіл із The Daily Telegraph висловлювався про «кричущі невідповідності» між даною історією та попередніми частими втручаннями в історію Доктором, він також відзначив можливість спостерігати за тим, як Теннант протистоїть своїй совісті й допитливості, в чому проявився логічний розвиток героя. Як і Волластон, Колвіл був «невпевнений, що діти візьмуть з цього, але все налаштовувалося інтригуюче до фінальної двочастинної пригоди Теннанта».
Серія отримала премію «Г'юго» 2010 за найкращу драматичну постановку (коротка форма) у 2010 році. Номінантами також були два попередні спецвипуски — «Наступний Доктор» і «Планета мертвих», проте вони не удостоїлись нагороди.

## Цікаві факти
- У відповідному випуску «Доктор Хто: Конфіденційно» було підтверджено, що марсіанська база названа на честь Девіда Бові, автора і виконавця композиції Life on Mars?.[34]
- База Бові-1 розташована у кратері Гусєва. Вона була заснована 1 липня 2058 року, а події цієї серії, тобто знищення колонії відбулося 21 листопада 2059 року.
- Доктор каже, що ненавидить «кумедних роботів», проте зовсім не проти робособак. Це натяк на K-9, супутника Четвертого Доктора і Сари Джейн Сміт.
- Капітан Брук розповідає про кліматичні зміни, спустошення нафтових запасів і руйнування озонового шару, що відбулися на Землі за останні 50 років. Вона здивована, що людство змогло пережити цей період.
- Доктор у діалозі з Аделаїдою згадує загибель Помпей, іншу фіксовану точку в часі, якій він не зміг запобігти (події епізоду «Вогні Помпеї»).
- Флешбеки з дитинства Аделаїди демонструють події епізоду четвертого сезону «Вкрадена Земля», коли Земля була переміщена до Каскаду Медузи. Батько заховав її на горищі, і саме тоді до вікна підлетів далек, проте не збирався вбивати, адже знав, що майбутня смерть Брук закріплена в часі.
- Упродовж епізоду Доктор неодноразово згадує крижаних воїнів — давньої правлячої раси марсіан. На його думку, саме вони ізолювали Потоп усередині льодовика.
- Уд Сигма востаннє з'являвся у «Планеті удів», де він передбачив події епізоду «Кінець мандрівки» та смерть Десятого Доктора.